# I Was Reincarnated as the 7th Prince so I Can Take My Time Perfecting My Magical Ability
«I Was Reincarnated as the 7th Prince so I Can Take My Time Perfecting My Magical Ability» (яп. 転生したら第七王子だったので、気ままに魔術を極めます, Tensei Shitara Dai Nana Ōji Datta no de, Kimama ni Majutsu o Kiwamemasu, Про моє переродження у Сьомого принца) — серія ранобе, автором якої є Kenkyo na Circle, а ілюстратором — Меру. Онлайн-публікація серії розпочалася у жовтні 2019 року на вебсайті Shōsetsuka ni Narō. Згодом права на видання були придбані Kodansha, яка з липня 2020 року випустила вісім томів у рамках імпринту Kodansha Ranobe Bunko.
Манґа-адаптація, художником якої виступив Йоске Кокузава, з червня 2020 року публікується на вебсайті та у застосунку Magazine Pocket видавництва Kodansha. Станом на лютий 2025 року випущено вісімнадцять томів у форматі танкобон. Аніме-телесеріал, створений студією Tsumugi Akita Animation Lab, транслювався з квітня по червень 2024 року. Прем'єра другого сезону відбулась у липні 2025 року.

## Сюжет
Звичайний чаклун, позбавлений родоводу та здібностей, безглуздо гине в дуелі, але прокинувшись, перероджується як Лойд, сьомий принц Королівства Салум. У цьому сприятливому середовищі, маючи знання та спогади свого попереднього життя, він тепер може вільно вивчати та опановувати будь-яку магію. В результаті він може насолоджуватися життям з неперевершеною майстерністю в магії, не дбаючи про думку інших.

## Персонажі
Лойд Салум (яп. ロイド=ディ=サルーム, Roido Sarūmu)
Сейю: Макто Коічі, Дзюн Фукуяма (попереднє життя) (оригінал), Меґ МакКлейн, Тревіс Малленікс (попереднє життя) (англійський дубляж)
Головний герой, сьомий принц королівської родини, що править Королівством Салум. Хоча йому лише десять років, він володіє величезним обсягом магічних знань і має ману, яка лякає навіть демонів. Він не цікавиться спадкоємством престолу, жінками чи коханням, і присвячує всі свої дії та бажання вивченню та практиці своєї улюбленої магії.
Ґрім (яп. グリモ, Gurimo)
Сейю: Файруз Ай, Акіо Оцука (оригінальна форма) (оригінал), Сара Раґсдейл, Джим Форонда (оригінальна форма) (англійський дубляж)
Фамільяр Лойда, демон, який маніпулює стародавньою магією, що колись довела Королівство Салум до межі руйнування. Він був запечатаний у забороненій книзі в закритих архівах королівства протягом кількох сотень років, але Лойд звільнив його, і вони зустрілися. Однак він був приголомшений незбагненною магічною силою та чаклунством Лойда і підкорився. Він змінює свою зовнішність на вигляд милого демонічного фамільяра і починає служити Лойду.
Сільфа (яп. シルファ, Shirufa)
Сейю: Лінн (оригінал), Морґан Беррі (англійський дубляж)
Тао (яп. タオ)
Сейю: Акіра Секіне (оригінал), Вероніка Ло (англійський дубляж)
Рен (яп. レン)
Сейю: Ріе Такахаші (оригінал), Ніа Селесте (англійський дубляж)
Альберт (яп. アルベルト, Aruberuto)
Сейю: Шун Хоріе (оригінал), Насім Бенелкор (англійський дубляж)
Діан (яп. ディアン)
Сейю: Юя Хіросе (оригінал), Раян Неґрон (англійський дубляж)
Алізе (яп. アリーゼ, Arīze)
Сейю: Акане Кумада (оригінал), Тріша Меллон (англійський дубляж)
Шіро (яп. シロ)
Сейю: Еріко Мацуї
Джейд (яп. ジェイド, Jeido)
Сейю: Нобунаґа Шімадзакі (оригінал), Ітан С. (англійський дубляж)
Галілея (яп. ガリレア, Garirea)
Сейю: Томокадзу Суґіта (оригінал), Кріс Джордж (англійський дубляж)
Талія (яп. タリア, Taria)
Сейю: Сатомі Акесака (оригінал), Бріанна Робертс (англійський дубляж)
Вавилон (яп. バビロン, Babiron)
Сейю: Шун'ічі Токі (оригінал), Чарльз Нґуєн (англійський дубляж)
Кроу (яп. クロウ, Kurō)
Сейю: Такума Наґацука (оригінал), Брендон Лоера (англійський дубляж)
Ііша (яп. イーシャ, Īsha)
Сейю: Манака Івамі
Сарія (яп. サリア)
Сейю: Мінамі Цуда
Джіліель (яп. ジリエル, Jirieru)
Сейю: Шьотаро Морікубо
Загадковий Священик (яп. 謎神父, Nazo Shinpu)
Сейю: Міцуру Міямото

## Медіа

### Ранобе
Написана Kenkyo na Circle, серія «I Was Reincarnated as the 7th Prince so I Can Take My Time Perfecting My Magical Ability» почала публікуватися на вебсайті «Shōsetsuka ni Narō» 31 жовтня 2019 року. Згодом серію придбало видавництво Kodansha, яке 2 липня 2020 року розпочало публікацію романів з ілюстраціями Meru під імпринтом Kodansha Ranobe Bunko. Станом на квітень 2025 року було випущено дев'ять томів.
Спіноф ранобе під назвою «Gendai Teni no Daini Ōji» (яп. 現代転移の第二王子,, «Другий принц перероджується в сучасному світі») вийшов друком 2 квітня 2024 року.

#### Томи
| № | Дата виходу   | ISBN                   |
| - | ------------- | ---------------------- |
| 1 | 2 липня 2020  | ISBN 978-4-06-520642-3 |
| 2 | 2 грудня 2020 | ISBN 978-4-06-521533-3 |
| 3 | 6 травня 2021 | ISBN 978-4-06-523459-4 |
| 4 | 1 жовтня 2021 | ISBN 978-4-06-525020-4 |
| 5 | 1 липня 2022  | ISBN 978-4-06-528780-4 |
| 6 | 2 грудня 2022 | ISBN 978-4-06-530455-6 |
| 7 | 1 грудня 2023 | ISBN 978-4-06-534094-3 |
| 8 | 2 липня 2024  | ISBN 978-4-06-536480-2 |
| 9 | 2 квітня 2025 | ISBN 978-4-06-539462-5 |

### Манґа
Манґа-адаптація, ілюстрована Йоске Кокузава, почала публікуватися на вебсайті та в застосунку Magazine Pocket видавництва Kodansha 27 червня 2020 року. Станом на лютий 2025 року було випущено вісімнадцять томів у форматі танкобон. У Північній Америці Kodansha USA ліцензувала манґу для цифрової публікації англійською мовою. У листопаді 2021 року Kodansha USA оголосила, що серія буде видана друком восени 2022 року.
Спіноф манґи, ілюстрований Кейрі Амамія, під назвою «Gendai Teni no Daini Ōji» (яп. 現代転移の第二王子,, «Другий принц перероджується в сучасному світі») публікувався в Magazine Pocket з 17 лютого по 2 листопада 2024 року. Три томи у форматі танкобон були випущені з 7 червня 2024 року по 8 січня 2025 року.

#### Томи
| №  | Дата виходу      | ISBN                   |
| -- | ---------------- | ---------------------- |
| 1  | 9 листопада 2020 | ISBN 978-4-06-521298-1 |
| 2  | 9 лютого 2021    | ISBN 978-4-06-522349-9 |
| 3  | 7 травня 2021    | ISBN 978-4-06-523151-7 |
| 4  | 6 серпня 2021    | ISBN 978-4-06-524473-9 |
| 5  | 9 листопада 2021 | ISBN 978-4-06-525982-5 |
| 6  | 9 лютого 2022    | ISBN 978-4-06-526905-3 |
| 7  | 9 травня 2022    | ISBN 978-4-06-527830-7 |
| 8  | 9 серпня 2022    | ISBN 978-4-06-528652-4 |
| 9  | 9 листопада 2022 | ISBN 978-4-06-529643-1 |
| 10 | 9 лютого 2023    | ISBN 978-4-06-530523-2 |
| 11 | 9 травня 2023    | ISBN 978-4-06-531553-8 |
| 12 | 8 серпня 2023    | ISBN 978-4-06-532596-4 |
| 13 | 9 листопада 2023 | ISBN 978-4-06-533502-4 |
| 14 | 8 лютого 2024    | ISBN 978-4-06-534550-4 |
| 15 | 9 квітня 2024    | ISBN 978-4-06-535152-9 |
| 16 | 7 серпня 2024    | ISBN 978-4-06-536509-0 |
| 17 | 8 листопада 2024 | ISBN 978-4-06-537416-0 |
| 18 | 7 лютого 2025    | ISBN 978-4-06-538402-2 |
| 19 | 9 травня 2025    | ISBN 978-4-06-539447-2 |

#### Gendai Teni no Daini Ōji
| № | Дата виходу    | ISBN                   |
| - | -------------- | ---------------------- |
| 1 | 7 червня 2024  | ISBN 978-4-06-535818-4 |
| 2 | 9 вересня 2024 | ISBN 978-4-06-537228-9 |
| 3 | 8 січня 2025   | ISBN 978-4-06-537407-8 |

### Аніме
5 листопада 2022 року було анонсовано виробництво аніме-телесеріалу. Серіал створено студією Tsumugi Akita Animation Lab, режисером виступив Джін Тамамура, сценарій написав Наокі Тодзука, дизайн персонажів розробив Шіґеру Нішіґорі, а музику написав R.O.N з гурту Stereo Dive Foundation. Трансляція серіалу проходила з 2 квітня по 18 червня 2024 року на телеканалі TV Tokyo та його філіалах, а також на інших мережах. Початковою музичною темою стала пісня «Kyunrious» (яп. キュンリアス) у виконанні Каеде Хіґучі, а завершальною — «The Secret of Happiness» (яп. ハッピーの秘訣, Happy no Hiketsu) у виконанні Акане Кумада.
Після виходу в ефір останнього епізоду першого сезону було анонсовано другий сезон, прем'єра якого відбулась 10 липня 2025 року на телеканалі TV Tokyo та інших каналах.
На виставці Anime Expo 2023 компанія Crunchyroll оголосила про ліцензування серіалу для показу за межами Азії. Muse Communication ліцензувала серіал у Південній та Південно-Східній Азії.

## Сприйняття
У 2021 році манґа посіла восьме місце на сьомій церемонії нагородження Next Manga Awards у категорії веб-манґа. До листопада 2022 року загальний тираж серії становив понад 2,5 мільйони копій.

## Нотатки
1. ↑  Композиція серіалу
2. ↑  Сценарій
3. ↑  TV Tokyo призначив прем'єру серіалу на 1 квітня 2024 року о 24:00, тобто фактично на 2 квітня опівночі за японським часом.[48]